# Husův sbor (Ostrava-Zábřeh)
Husův sbor v Ostravě-Zábřehu je společenství věřících a kostel Církve československé husitské. Sbor věřících zakoupil v roce 1929 pozemek, na kterém byl postaven v letech 1932 až 1933 kostel ve funkcionalistickém slohu. Je dílem architekta Josefa Kittricha z Prahy. Oltář s liturgickou soupravou byl svěřen umělci Ing. arch. Rabensteinovi, dominuje mu Kristus na kříži v životní velikosti od řezbáře Františka Koupana (podle Myslbekova vzoru). Na bočních stěnách chrámu se nacházejí fresky Mistra Jana Husa a Jana Amose Komenského od prof. Jana Obšila. Základní kámen stavby pochází z Kozího hrádku, kde působil a kázal Mistr Jan Hus. V interiéru je také umístěna pamětní deska ukrývající prsti půdy z bojišť československých legií, kterou náboženské obci věnovala někdejší Jednota Československé obce legionářské v Zábřehu nad Odrou. Kostelu dominuje hranolovitá 23 metrů vysoká věž s hodinami se třemi zvony a plochou střechou. Sbor byl poškozen za 2. světové války (29. dubna 1945) bombardováním a pak opraven.
Památku zábřežských legionářů v současnosti pomáhají uchovávat jednoty Československé obce legionářské Opava a Ostrava I, které s místní náboženskou obci pořádají každoročně bohoslužby a pietní akty k výročí bitvy u Zborova 2. července a ke Dni válečných veteránů 11. listopadu. Součástí těchto pietních setkání bývá kladení květinových darů k pamětní desce v interiéru sboru a také na hroby legionářů na blízkém hřbitově.

## Další informace
Poblíž se nachází Zábřežský zámek, Zábřežský bludný balvan, stará zábřežská radnice a kostel Navštívení Panny Marie.